# The Witcher (tv-serie)
The Witcher er en amerikansk fantasy-dramaserie produceret af Lauren Schmidt Hissrich. Tv-serien er baseret på Andrzej Sapkowskis bogserie, på engelsk af samme navn. Den havde premiere på Netflix den 20. december 2019.

## Medvirkende
- Henry Cavill som Geralt af Rivia
- Freya Allan som Cirilla / "Ciri"
- Eamon Farren som Cahir Mawr Dyffryn aep Ceallach
- Anya Chalotra som Yennefer af Vengerberg
- Joey Batey som Jaskier
- MyAnna Buring som Tissaia de Vries
- Royce Pierreson som Istredd
- Mimi Ndiweni som Fringilla Vigo
- Wilson Radjou-Pujalte som Dara
- Anna Shaffer som Triss Merigold
- Mahesh Jadu som Vilgefortz af Roggeveen

Derudover medvirker blandt andet Lars Mikkelsen som Stregobor, Jodhi May som dronning Calanthe og Josette Simon som Eithne.